# 崎戸商船
崎戸商船株式会社（さきとしょうせん）は、長崎県佐世保市に本社のある海運会社である。佐世保市と西海市、新上五島町を連絡する定期航路を運航している。

## 概要
1961年（昭和36年）、当時の崎戸町と木原海運、九州商船によって設立され、崎戸町と木原海運の航路を譲受・統合の上、同年6月23日に運航を開始した。
当初は、九州本土の佐世保港と、崎戸町（現・西海市）の中心・蛎浦島の崎戸港、離島である江島、平島を連絡する航路であったが、1969年（昭和44年）3月に上五島・中通島の有川町・友住港まで延航され、現在の航路となった。2024年（令和6年）現在、佐世保以外の各港では唯一の定期航路であり、江島及び平島にあっては唯一の公共交通機関で、2島の生命線として人員・物資の輸送を行っている。
30年あまりの間、在来客船で運航されていたが、1995年（平成7年）に「フェリーみしま」が就航し、フェリー化された。2019年（令和元年）にはバリアフリー対応の「みしま」が就航している。

## 航路
- 佐世保 - 崎戸 - 江島 - 平島 - 友住

距離71.7km、所要時間3時間30分（全区間）
一日一往復。2019年までは他に平島 - 友住間の区間便があった。
崎戸 - 友住間は九州本土と上五島を結ぶ最短ルートとなっている。

## 船舶

### 運航中の船舶

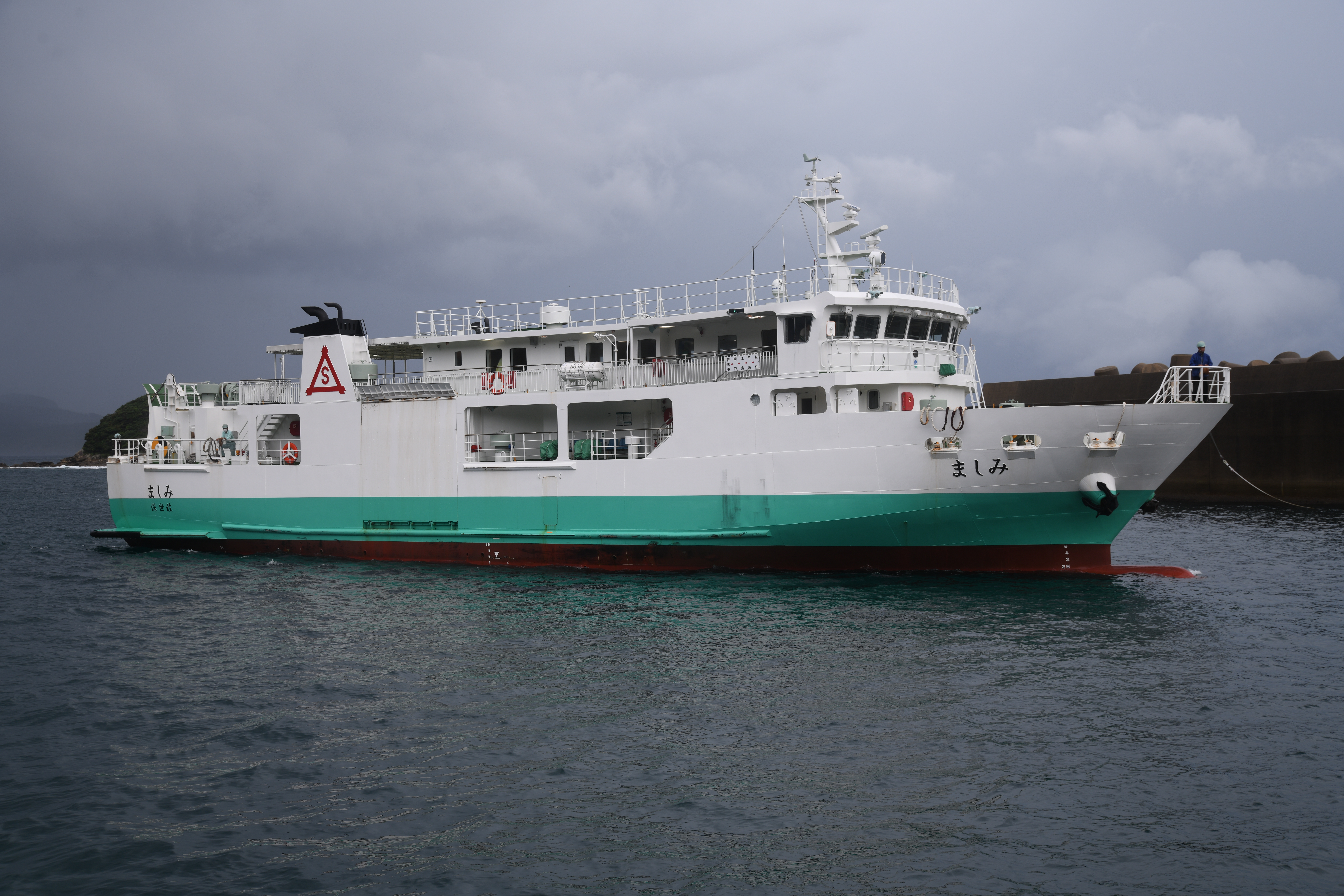
みしま (友住港)

- みしま[3][4]

前畑造船建造、2019年6月11日就航。
194総トン、全長44.09m、幅9.60m、ディーゼル2基、機関出力1,470kw、航海速力13.5ノット、旅客定員145名、乗用車11台。
鉄道建設・運輸施設整備支援機構共有、バリアフリー対応、エレベーター・移動障害者対応席あり。
フェリーみしまに存在した、一等船室の設定は無くなった。

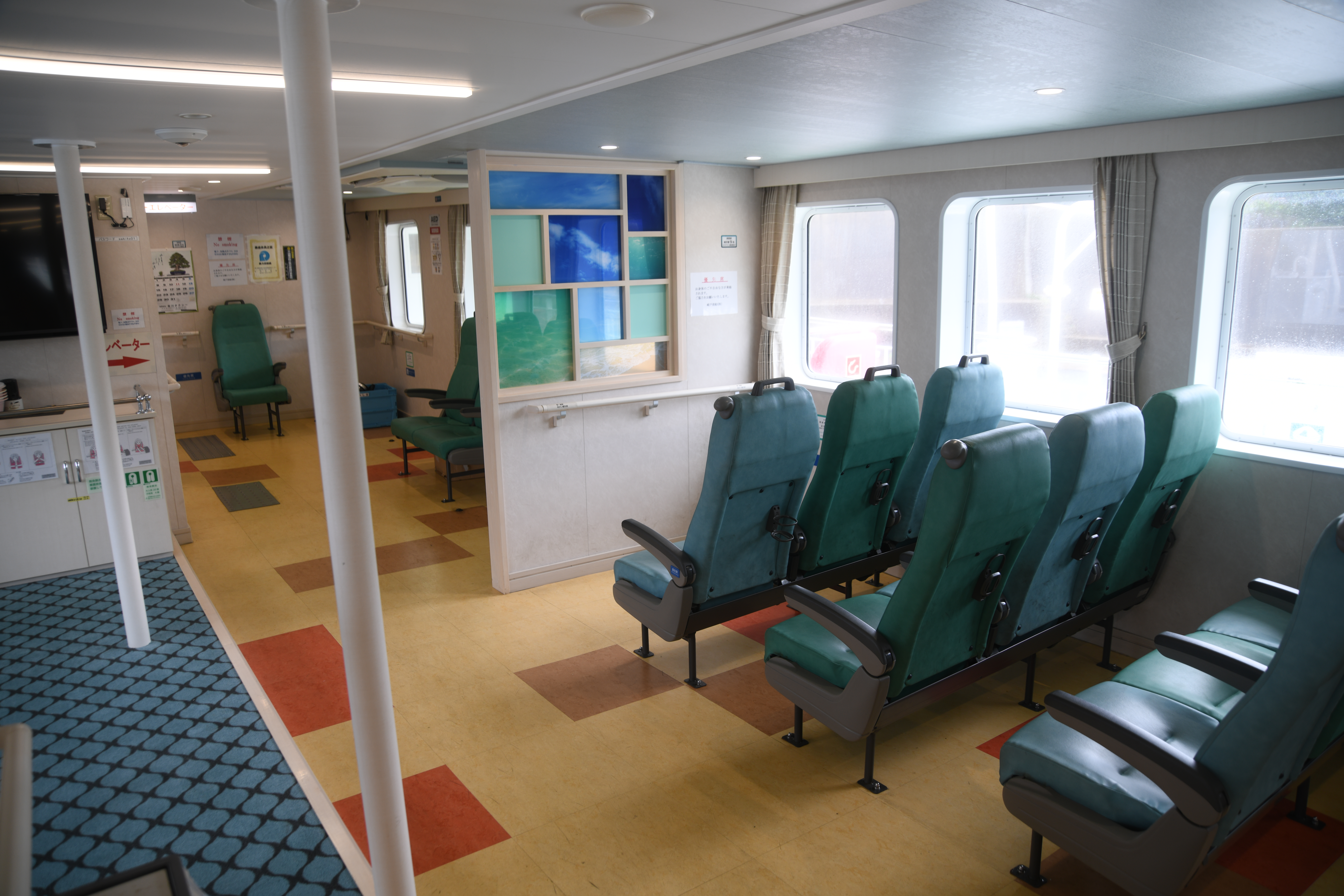
前方客室・バリアフリー対応席が見える
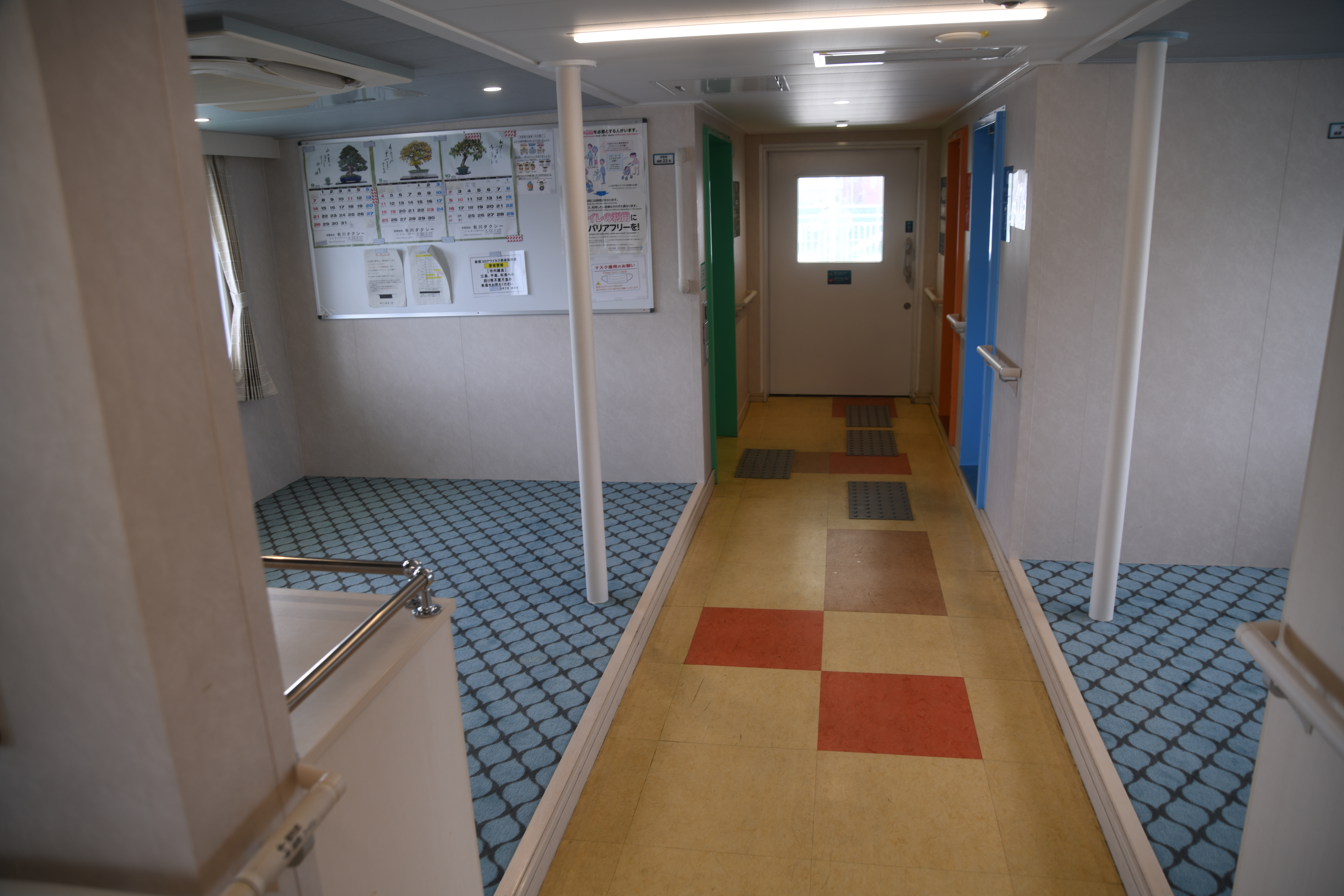
後方客室
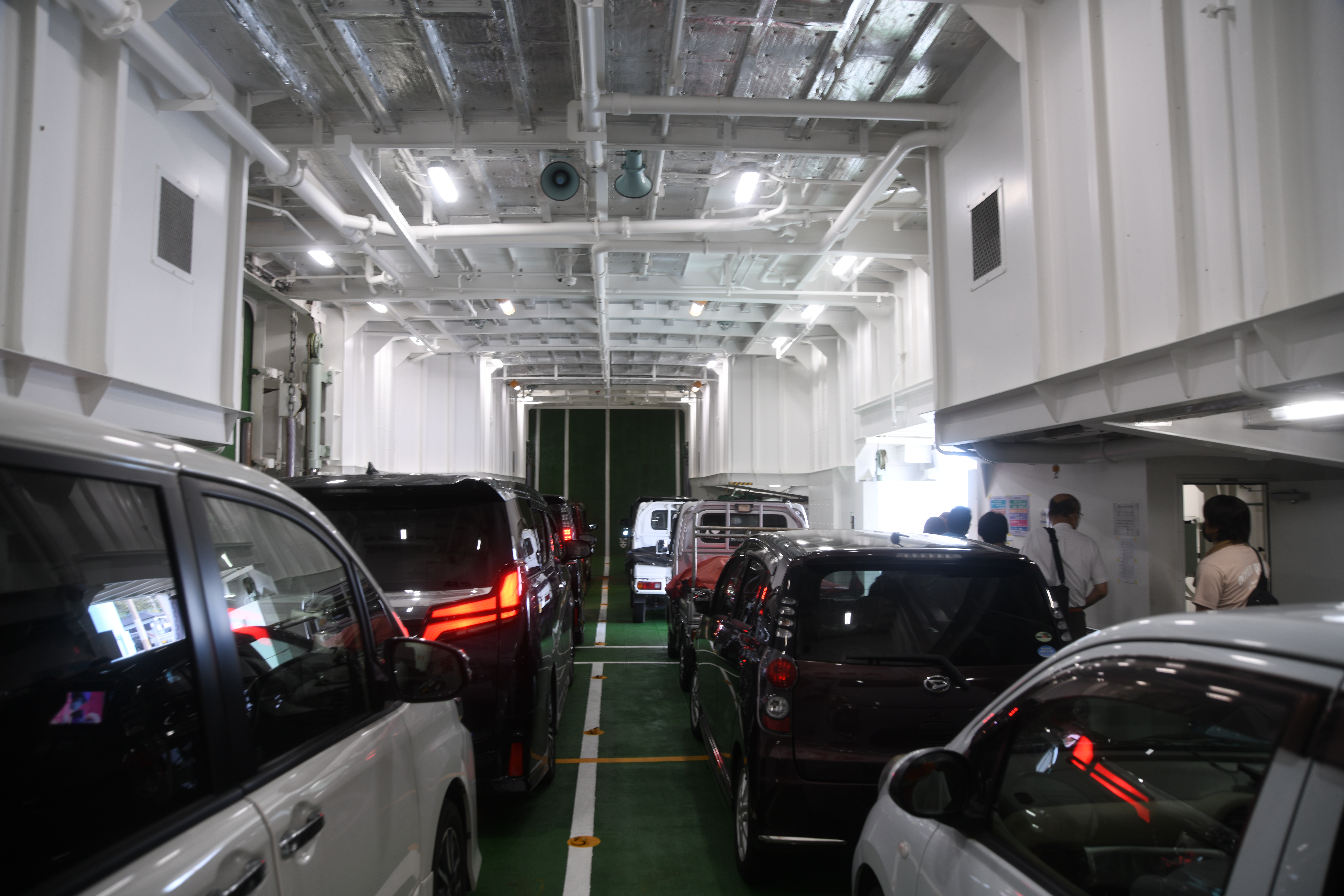
車両甲板

### 過去の船舶

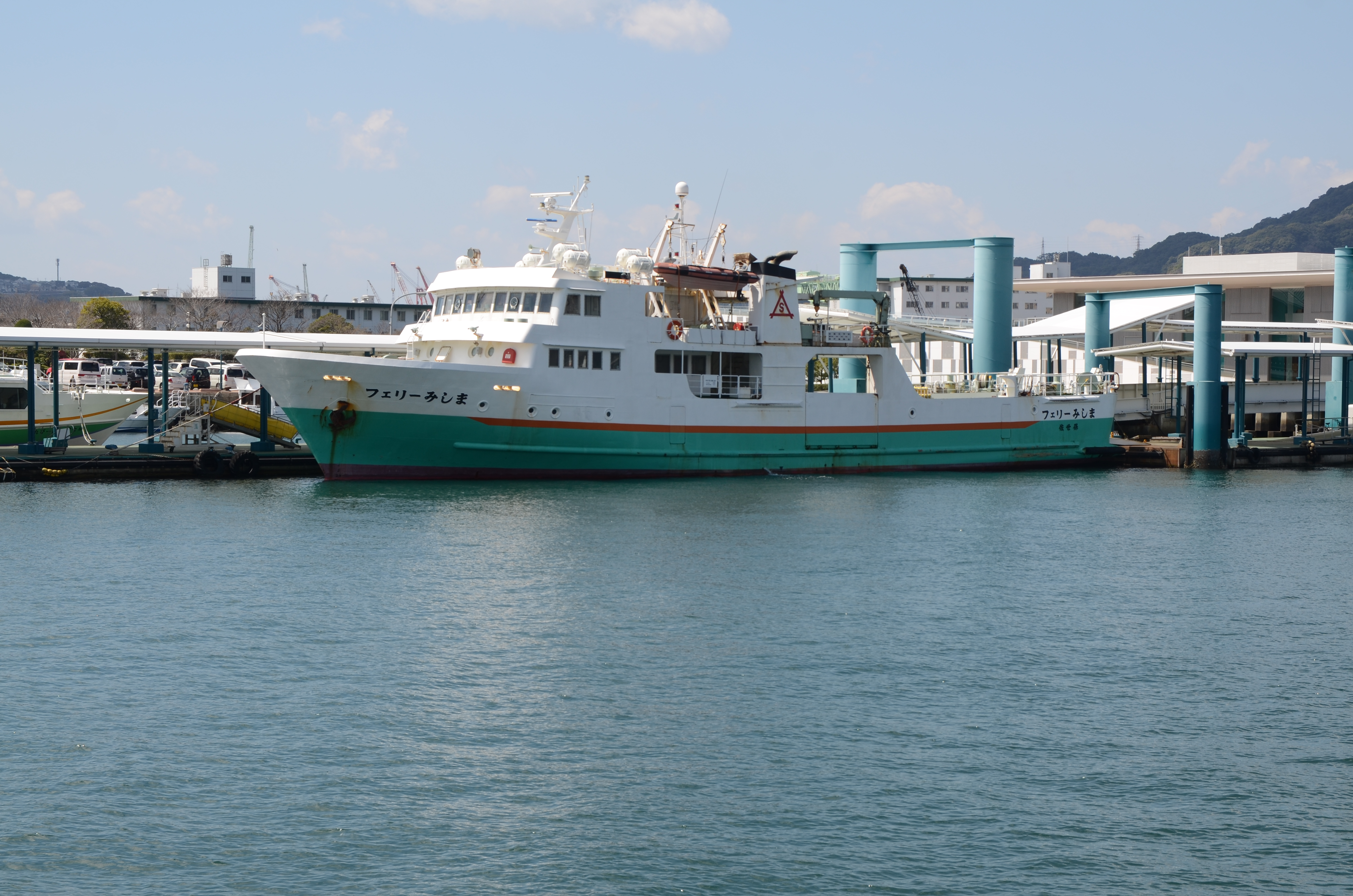
フェリーみしま (佐世保港)

- みしま丸[5]（初代）

古里造船所建造、1958年2月竣工。木造、もと崎戸町。
57.19総トン、登録長22.12m、型幅4.52m、型深さ1.96m、ディーゼル1基、機関出力180ps、航海速力8ノット、旅客定員59名。
「榊丸」就航後は予備船となった。
- 榊丸[7]→みしま丸（2代）[8]

大洋造船建造、1958年12月竣工。もと九州商船。
139.43総トン、登録長29.52m、型幅5.60m、型深さ2.50m、ディーゼル1基、機関出力320ps、航海速力10.5ノット、旅客定員100名。
引退後、西海商船に売船。
- 第三みしま丸[10]

前畑造船鉄工建造、1975年9月竣工。
191.92総トン、全長35.20m、幅6.40m、ディーゼル1基、機関出力1,000ps、航海速力12.50ノット、旅客定員250名。
船舶整備公団との共有船。
- フェリーみしま[11]

向井造船所建造、1995年1月竣工、同2月就航。
271総トン、全長44.24m、幅8.6m、ディーゼル2基、機関出力2,000ps、航海速力14.5ノット、旅客定員167名、乗用車2台、バス4台。